# Mesmerized
Pour plus de détails, voir Fiche technique et Distribution.
Mesmerized est un film australo-britannico-néo-zélandais réalisé par Michael Laughlin, sorti en 1986.

## Fiche technique
- Titre : Mesmerized
- Réalisation : Michael Laughlin
- Production : Jodie Foster, Antony I. Ginnane, Christopher J. Kirkham et Mark Seiler
- Scénario : Michael Laughlin et Jerzy Skolimowski
- Musique : Georges Delerue
- Photographie : Louis Horvath
- Montage : Petra von Oelffen
- Pays d'origine : Australie - Nouvelle-Zélande - Royaume-Uni
- Format : Couleurs - 2,35:1 - Mono
- Genre : Drame
- Durée : 94 minutes
- Date de sortie : 1986

## Distribution
- Jodie Foster : Victoria
- John Lithgow : Oliver Thompson
- Michael Murphy : Wilson
- Dan Shor : George
- Harry Andrews : Vieux Thompson
- Philip Holder : Dr. Finch
- Beryl Te Wiata : Mrs. Simmons
- Reg Evans : Mr. Simmons
- Jonathan Hardy : Burley